# Opona run-flat
Opona run-flat – rodzaj opony, która po utracie ciśnienia (np. w wyniku przebicia lub uszkodzenia) ma umożliwiać kontynuację jazdy – z ograniczoną prędkością i przez określony dystans. Zazwyczaj mowa o nieprzekraczaniu 80 km/h i przejechaniu maksymalnie 80 km.
Pierwsze opony wykorzystujące rozwiązanie trybu dojazdu awaryjnego, a mające wpływ na późniejszy rozwój ogumienia run-flat, zaproponowały marki Michelin oraz Goodyear w latach 30. XX wieku. Na szerszą skalę ten typ ogumienia zaczęto produkować w latach 80. XX wieku. Dzisiejsze modele run-flat znajdują się w ofertach wielu producentów z branży oponiarskiej i są one wynikiem połączenia różnych pomysłów, pojawiających się na przestrzeni lat.

## Technologie stosowane w oponach run-flat
Wzmocniona konstrukcja
Boczne ściany opony są wzmocnione za pomocą gumowej wkładki, która ogranicza utratę ciśnienia. Technologię stosują m.in.: Continental (SSR Self Supporting Runflat), Nokian Tyres (RFT – Run Flat Technology), Michelin (ZP – Zero Pressure).
Pierścień nośny
W oponie znajduje się pierścień nośny, który odgrywa rolę nośnika i podpory, by ogumienie nie zsuwało się z felgi z powodu spadku wartości ciśnienia. Technologię stosują m.in.: Bridgestone (BSR – Bridgestone Support Ring), Continental (CSR – ContiSupportRing).
Samouszczelnienie
Wewnątrz opony znajduje się warstwa uszczelniająca, wykazująca zdolność do zasklepienia miejsca przebicia. W ten sposób powstała wcześniej szczelina zostaje wypełniona, co zapobiega utracie ciśnienia. Technologię stosują m.in.: Pirelli (SWS – Safety Wheel System), Continental (ContiSeal™), w autach ciężarowych Goodyear (DureSeal).